# Joanis Koletis
Joanis Koletis (gr. Ἰωάννης Κωλέττης; ur. ok. 1873, zm. 17 września 1847 w Atenach) – grecki polityk.
W 1831 wystąpił przeciwko władzy Awgustinosa Kapodistriasa, opanował stolicę kraju Nauplię i zmusił Kapodistriasa do abdykacji. Pełnił funkcję premiera dwukrotnie (1834–1835, 1844–1847).